# Pseudasellodes daphnites
Pseudasellodes daphnites är en fjärilsart som beskrevs av Charles Oberthür 1916. Pseudasellodes daphnites ingår i släktet Pseudasellodes och familjen mätare. Inga underarter finns listade i Catalogue of Life.